# Osama Krayem
Osama Krayem (en arabe : أسامة كريم), également connu sous le nom de Naïm ou Naim al Hamed, né le 16 août 1992 à Malmö, ressortissant suédois d'origine syrienne, est un djihadiste et terroriste. Après un séjour en Syrie où il a combattu au sein de Daech, il revient en Europe. Il est l'un des membres des cellules terroristes des attentats de 2015 et 2016 en France et en Belgique. En 2022, il est condamné à trente ans de réclusion criminelle avec période de sûreté des 2/3,.

## Jeunesse
Krayem nait en 1992 à Malmö, en Suède, d'immigrants palestiniens de Syrie et a grandi à Rosengård, un quartier de la municipalité de Malmö. Il participe en 2005, alors qu'il est âgé de onze ans, au documentaire Utan gränser – en film om idrott och integration (Sans frontières - Un film sur le sport et l'intégration), décrit par le journal suédois Aftonbladet comme un documentaire sur la façon de réussir l'intégration des migrants dans la société suédoise,.
Krayem s'est radicalisé à la vingtaine en visionnant fréquemment des vidéos d'Anwar al-Awlaki, un prédicateur américano-yéménite impliqué dans la planification d'opérations terroristes du groupe djihadiste Al-Qaïda dans la péninsule arabique. Krayem aurait également tenté de recruter d'autres jeunes Arabes suédois pour le djihad en Syrie .
Jusqu'à son arrestation à Bruxelles le 8 avril 2016, il a été l'un des fugitifs les plus recherchés d'Europe, considéré comme un membre endurci de l'Etat islamique.

## Activités terroristes
Krayem quitte la Suède en 2014 pour rejoindre l'État islamique d'Irak et du Levant (Daech) en Syrie afin de combattre dans les forces islamiques anti-Assad. Il a été l'un des premiers Suédois musulmans à avoir quitté le pays pour rejoindre Daech. En janvier 2015, il est identifié par la presse suédoise dans un message Facebook envoyé à son frère en Suède. Sur une photo il est habillé en treillis militaire, debout devant un drapeau de l'État islamique et tenant un AK- 47, apparemment à Deir ez-Zor, en Syrie. Le 14 mars 2015, il met en ligne sur sa page Facebook un extrait de film montrant l'exécution d'un Palestinien de Jérusalem âgé de 19 ans. Plusieurs personnes de Malmö, dont le frère et des amis de Krayem, ont liké la vidéo ainsi que des personnes en Syrie,,. En 2018, des enquêteurs belges ont découvert que Krayem se trouvait sur les lieux où Moaz al Kasasbeh, pilote de l'armée de l'air jordanienne a été brûlé vif par l'EIIL en janvier 2015,.
Krayem regagne ensuite l'Europe à l'aide d'un faux passeport empruntant la route des migrants de Syrie, transitant par la Turquie puis rejoignant l'île de Leros, en Grèce, où il se présente aux autorités le 20 septembre 2015 sous la fausse identité de Naïm Al Hamed, de nationalité syrienne. Sous ce nom, il poursuit sa route en Europe et gagne la Belgique. Début octobre 2015, Krayem aurait rencontré Salah Abdeslam à Ulm, en Allemagne, pour discuter d'éventuels attentats terroristes. Abdeslam étant l'un des terroristes belges impliqués dans les attentats du 13 novembre 2015 à Paris. 
On pense que Krayem est l'homme vu sur la vidéosurveillance du centre commercial bruxellois City 2, où il a acheté des sacs à dos utilisés ultérieurement lors de l'attentat terroriste du 22 mars 2016 à l'Aéroport de Bruxelles-National situé à Zaventem. Son ADN a été retrouvé dans l'appartement de Schaerbeek (Bruxelles) utilisé par les kamikazes de l'aéroport de Zaventem. Il est suspecté d'être le deuxième homme qui, aux côtés du kamikaze Khalid El Bakraoui, a perpétré l'attentat de la station de métro Maelbeek qui a fait 16 morts. Lors de son interrogatoire, Krayem a avoué sa participation à l'attaque  et indiqué qu'il avait ressenti du regret au dernier moment et n'avait donc pas tenté de faire usage de sa ceinture explosive.
Le 19 avril 2016, Krayem est  mis en cause dans  attentats du 13 novembre 2015 en France, car son ADN est présent dans les appartements utilisés par les assaillants,. En juin 2018, il est extradé vers la France pour être interrogé sur son rôle dans ces attentats où 130 personnes ont trouvé la mort.
Le 25 juillet 2023, il est reconnu coupable d'assassinats et de tentatives d'assassinat dans un contexte terroriste par la cour d'assises de Bruxelles, dans le cadre des attentats de 2016, au cours d'un procès durant lequel il a surtout gardé le silence.
Le 12 mars 2025, la France accepte de le livrer à la Suède, pour qu'il y soit jugé pour son implication présumée dans la capture et l’assassinat du pilote jordanien, Moaz al Kasasbeh, brûlé vif dans une cage en Syrie. Le 31 juillet 2025 la justice suédoise la condamne à la réclusion à perpétuité pour ces faits, par un Tribunal de district de Stockholm.